# Meningsdanner
En meningsdanner er en person, der øver indflydelse på samfundsdebatten. Det er en person, der sætter sine egne dagsordener og ofte forholder sig kritisk til samfundsudviklingen.
En meningsdanner er i stand til at sætte dagsorden og flytte holdninger. Meningsdannelse foregår i høj grad gennem medierne, og meningsdannere vil ofte udøve deres indflydelse gennem blogs, debatindlæg, kronikker og andre indspark i samfundsdebatten.

## Skoler
I september 2008 blev Danmarks første deciderede meningsdannerskole oprettet i regi af tænketanken Cevea . I dag udbyder flere tænketanke, partier, organisationer og medier kurser i meningsdannelse for at præge dagsordenen ofte i en bestemt retning. I 2013 oprettede Dagbladet Politiken deres skole Politikens debattør- og kritikerskole (også kaldet Kritikerskolen) med det formål at give unge en ny stemme i debatten og at gøre unge mere kvalificerede i den offentlige debat - både når det gælder form og indhold.

## Priser
Dagblaet Politiken har siden 2010 kåret årets meningsdanner. 45 dommere fra medie, forlags- og universitetsverdenen, der følger mediedagsordenen tæt, har givet årskarakter til 100 meningsdannere for deres evne til at sætte dagsordner og udfordre den offentlige mening. I 2012 blev Margrethe Vestager kåret til årets meningsdanner .

## Eksempler på meningsdannere
- Anne Sophia Hermansen
- Rune Lykkeberg
- Lars Trier Mogensen
- Kristian Weise
- Mads Lundby Hansen
- Lisbeth Knudsen
- Niels Egelund
- Lisbeth Zornig Andersen
- Bent Jensen
- Peter Øvig Knudsen